# The Waterboys
The Waterboys sono un gruppo musicale rock scozzese fondato nel 1983 da Mike Scott (Edimburgo, 14 dicembre 1958). Il nome del gruppo proviene da un verso di The Kids, canzone contenuta nell'album Berlin di Lou Reed. Il gruppo ha attraversato vari stili musicali grazie anche al contributo dei vari artisti che hanno collaborato con Mike nei vari anni. Si è così passati dal rock dei primi anni al folk irlandese di Fisherman's Blues per poi tornare al folk rock più intimo degli ultimi tempi.
Il gruppo si scioglie nel 1993 per poi riformarsi nel 2000.

## Storia del gruppo

### Gli inizi
Tra il 1978 e il 1981 Mike Scott e John Caldwell suonano a Edimburgo nel gruppo Another Pretty Face. Nel 1981 Mike Scott si trasferisce a Londra dove inizia a registrare dei demo al Redshop Studio: sarà il nucleo fondante del primo disco dei Waterboys. Scott suona tutti gli strumenti, tra i brani compaiono December e Bury My Heart; nasce la musica dei Waterboys.
Nel 1982 Scott e Caldwell si separano, Scott fonda i The Red and the Black, di cui fa parte anche il sassofonista Anthony Thistlethwaite.
Mike continua le registrazioni in solitaria, mentre Thistlethwaite partecipa con il suo sax all'incisione di A Girl Called Johnny e incide sax e mandolino nei brani già registrati da Scott. Si aggiunge il batterista Kevin Wilkinson. Queste registrazioni saranno una parte dell'album A Pagan Place.
Nel 1983 viene pubblicato il singolo A Girl Called Johnny: appare per la prima volta il nome "The Waterboys". Nel primo live alla BBC suonano, oltre a Scott e Thastlethwaite, Norman Rodger al basso, Karl Wallinger alle tastiere, Preston Heyman alla batteria. Nel luglio esce il disco The Waterboys, di cui 6 brani appartengono alle registrazioni di Scott del biennio '81-'82. In settembre Scott, Thistlethwaite, Wallinger e Wilkinson sono di nuovo in studio, al Rockfield Studio in Galles per incidere altri brani per A Pagan Place.
Nel 1984 primo concerto all'estero, a Francoforte in Germania. Si aggiungono alla band il trombettista Roddy Lorimer, il corista Eddi Reader, al basso Martyn Swain e alla chitarra solista John Caldwell; ma nel tour saranno solo in cinque: Scott, Thistlethwaite, Wallinger, Wilkinson e Swain. Nel tour europeo suonano come gruppo spalla dei Pretenders.
Nel giugno viene pubblicato A Pagan Place. Da novembre suonano invece come gruppo spalla degli U2, con alcuni concerti come headline a New York, Toronto e Los Angeles con la presenza di Roddy Lorimer.
Nel 1985 iniziano al Park Gates Studio di Hastings le registrazioni per il terzo album This Is the Sea. Una parte dei brani sono in presa diretta, altri registrati strumento dopo strumento. Le registrazioni continuano poi in vari studi di Londra.
Scott ascolta un demo di Steve Wickham per Sinead O'Connor registrato presso lo studio di Wallinger. Wickham suonerà il violino in The Pan Within nel disco in via di realizzazione.
Nell'ottobre viene pubblicato il disco This Is the sea, arriva un nuovo bassista Marco Sin e Wickham suona con i Waterboys, prima in prestito dal suo gruppo In Tua Nua, poi in pianta stabile. Sinead O'Connor partecipa come corista.
Nel tour americano torna Lorimer, Wallinger lascia dopo l'ultima data all'Irving plaza di New York per formare una sua band: i World Party.
Con i nuovi membri Dave Ruffy (batteria) e Guy Chambers (tastiere), The Waterboys suonano in Europa come gruppo spalla dei Simple Minds.

### Gli anni irlandesi
Nel 1986 Mike Scott raggiunge Wicklow vicino a Dublino, per rimanerci qualche settimana; si fermerà in Irlanda per più di 5 anni. Raggiunti da Anthony Thistlethwaite iniziano delle session agli storici Windmill Lane Studios di Dublino, prende corpo Fisherman's Blues.
Le sonorità del gruppo volgono al folk, si aggiungono il bassista Trevor Hutchinson e il batterista Peter McKinney. Giunge ai Windmill Lane Studios il produttore Bob Johnston, tra le canzoni da lui prodotte in pochi giorni compare "We Will Not Be Lovers". Per il tour irlandese ritorna Ruffy alla batteria.
Inizia un tour che porta i Waterboys a Londra, in Israele, Norvegia, Scozia, Irlanda e Inghilterra dove suonano al Glastonbury Festival, Belgio, Danimarca, Germania, Italia e Francia.
Scott, Wickham e Hutchinson continuano a registrare in estemporanea decine di session. Scott, Wickham e Thostlethwaite vanno a San Francisco dal produttore Bob Johnston: vengono registrate decine di bobine.
Nei primi mesi del 1987 continuano le session di registrazione al Windmill lane studio, alla fine saranno registrati più di 70 brani, partecipano numerosi ospiti Donal Lunny, il piper e flautista Vinnie Kilduff, membri degli Hothouse Flowers e dei We Free Kings, Roddy Lorimer, Kevin Wilkinson, Noel Bridgeman, Fran Breen, Steve Cooney, Peter McKinney e Pete Thomas.
Nel 1988 viene finalmente ultimato Fisherman's Blues: contiene 12 canzoni, tra gli ospiti Alec Finn e Frankie Gavin dei De Dannan, Charlie Lennon, il fisarmonicista Mairtin O'Connor, al bouzouki Brendan O'Regan, il cantante in lingua irlandese Tomás Mac Eoin e il flautista dei We Free Kings Colin Blakey.
Nel tour che segue partecipano Fran Breen, Vinnie Kilduff, Roddy Lorimer e Colin Blakey. Breen sarà poi sostituito da Jay Dee Daugherty.
Nel 1990 tornano in studio a Spiddal per registrare Room to Roam, prodotti da Barry Beckett. In luglio il gruppo si spacca: Scott e Thistlethwaite vogliono un nuovo batterista, ma Wickham non è d'accordo e se ne va. Arriva il batterista Ken Blevins.
L'anno successivo lascia anche Hutchinson per suonare in pianta stabile con Sharon Shannon. Scade il contratto con la Ensign Records.
Scott inizia a suonare da solo. Nel dicembre 1991 se ne va anche Thistlethwaite.

### Gli anni da solista
Nel 1992 Scott incide, sempre con la denominazione Waterboys, l'album Dream Harder ai Right Track studios, New York. Verrà pubblicato l'anno successivo con l'etichetta Geffen Records.
Il disco contiene l'hit Glastonbury Song e altri brani molto intensi come The Return of Pan, The Return of Jimi Hendrix o l'energica The New life.
Nel 1994 Scott registra il suo disco solista Bring 'Em All In e pubblica The Secret Life of the Waterboys, una raccolta contenente rarità e inediti del primo periodo dei Waterboys.
Nel 1996 fa il primo tour in Giappone e inizia a registrare Still Burning con Jim Keltner, Chris Bruce and Pino Palladino. Finisce l'epoca degli one-man show.
Nel 1997 Mike Scott cerca di riformare una band con James Hallawell (tastiere), Jeremy Stacey (batteria) e Gavin "Fingers" Ralston (chitarra elettrica) e Ian McNabb (basso): il risultato è uno stile molto più rock dei precedenti dischi.

### La riunione
Nel 1998 gli ex-Waterboys Anthony Thistlethwaite e Trevor Hutchinson suonano con Mike Scott in una trasmissione televisiva. Intanto Scott suona anche in sporadiche apparizioni con Wilkinson e Wickham.
La band si ricompone nel 2000 con la pubblicazione dell'album A Rock in the Weary Land.
Nel 2003 I Waterboys pubblicano l'album Universal Hall, nome omaggio reso alla grande sala concerti di una nota comunità spirituale del nord della Scozia, la Findhorn Foundation. Mike Scott, ospite attivo della comunità per svariati momenti e partecipante diretto alla vita spirituale del luogo, sarà più volte e ancora fino al presente graditissimo autore di date e kermesse a tema musicale.
Attualmente (2011) i Waterboys sono Mike Scott, Steve Wickham, Richard Naiff e il batterista Brady Blade. Il bassista Mark Smith è morto il 2 novembre 2009.

## Componenti del gruppo
Più di 30 musicisti hanno partecipato nel tempo al progetto dei Waterboys. Alcuni hanno partecipato solo a qualche tour o album, mentre altri hanno dato un contributo più duraturo e sostanziale. Mike Scott è stato e rimane il principale autore dei testi e della musica, ma altri musicisti possono essere identificati con questo gruppo.
- Mike Scott – voce, chitarra, pianoforte
- Steve Wickham – violino
- Anthony Thistlethwaite – sassofono
- Kevin Wilkinson – batteria
- Karl Wallinger – tastiere
- Roddy Lorimer – tromba

## Discografia

### Album in studio
- 1983 - The Waterboys
- 1984 - A Pagan Place
- 1985 - This Is the Sea
- 1988 - Fisherman's Blues
- 1990 - Room to Roam
- 1993 - Dream Harder
- 2000 - A Rock in the Weary Land
- 2002 - Too Close to Heaven (pubblicato come Fisherman's Blues, Part 2 negli USA)
- 2003 - Universal Hall
- 2006 - Book of lightning
- 2011 - An Appointment with Mr. Yeats
- 2015 - Modern Blues
- 2017 - Out of all this blue
- 2019 - Where the action is
- 2020 - Good Luck, Seeker
- 2022 - The Waterboys

### Live album e compilation
- 1991 - The Best of the Waterboys 81-90
- 1994 - The Secret Life of the Waterboys 81-85
- 1998 - The Live Adventures of the Waterboys
- 1998 - The Whole of the Moon: the Music of Mike Scott and the Waterboys
- 2005 - Karma to Burn

### EP
- 2000 - Is She Conscious?
- 2014 - Puck's Blues
- 2019 - Out of All This Blue

### Singoli
- 1983 - A Girl Called Johnny
- 1983 - December
- 1984 - The Big Music
- 1985 - The Whole of the Moon
- 1988 - Fisherman's Blues
- 1989 - And a Bang on the Ear
- 1993 - The Return of Pan
- 1993 - Glastonbury Song
- 2000 - My Love Is My Rock in the Weary Land
- 2000 - We Are Jonah
- 2003 - This Light Is for the World
- 2007 - Everybody Takes a Tumble
- 2007 - The Crash of Angel Wings
- 2011 - Sweet Dancer
- 2012 - Politics
- 2015 - Beautiful Now
- 2017 - If the Answer Is Yeah!
- 2017 - Payo Payo Chin
- 2020 - The Soul Singer